# Toyota Aygo
Toyota Aygo – samochód osobowy klasy miejskiej produkowany w latach 2005–2022.

## Pierwsza generacja
Toyota Aygo I została zaprezentowana podczas Międzynarodowej Wystawy Samochodowej w Genewie w 2005 roku. 

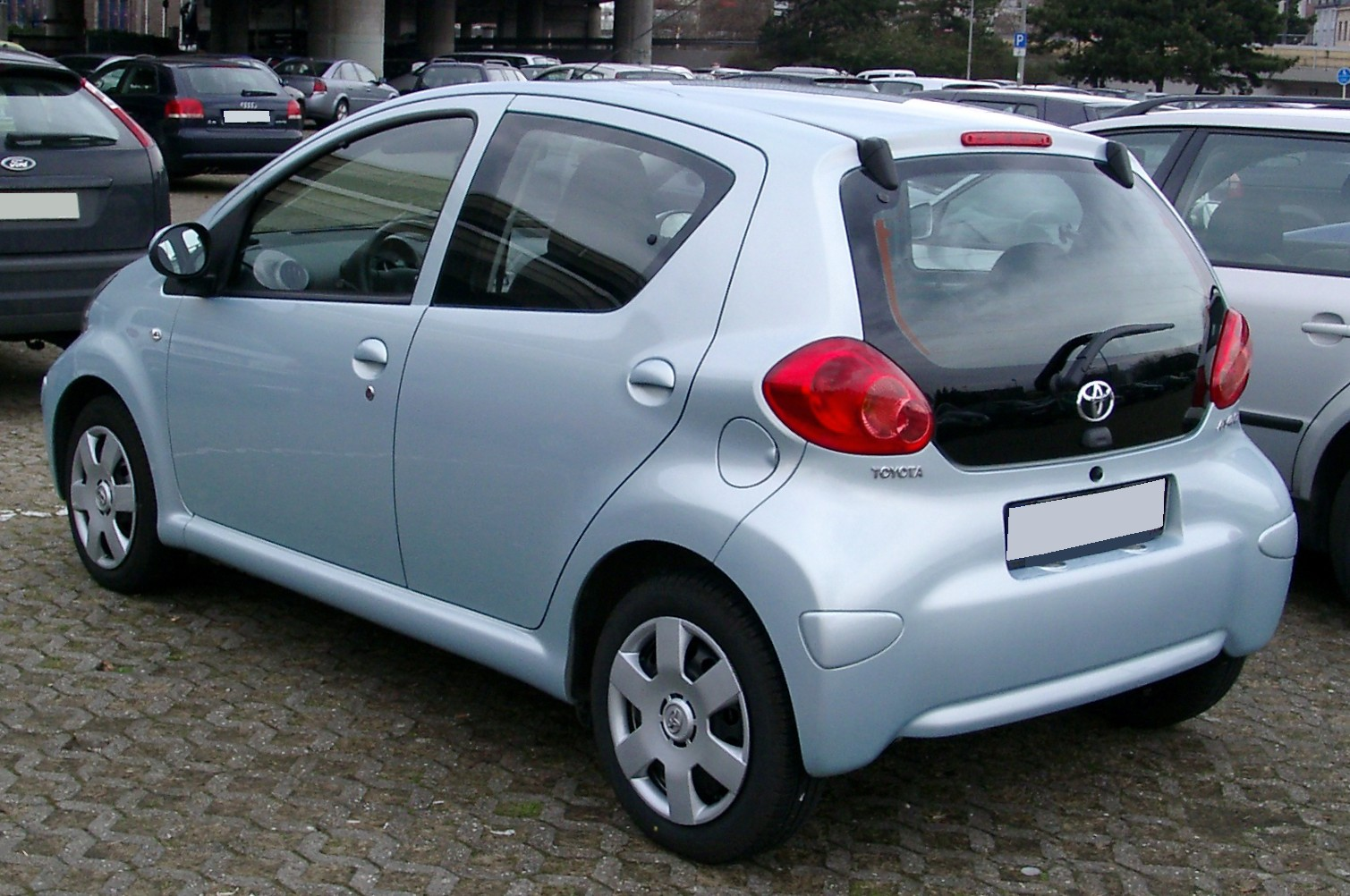
Tył Aygo przed liftingiem

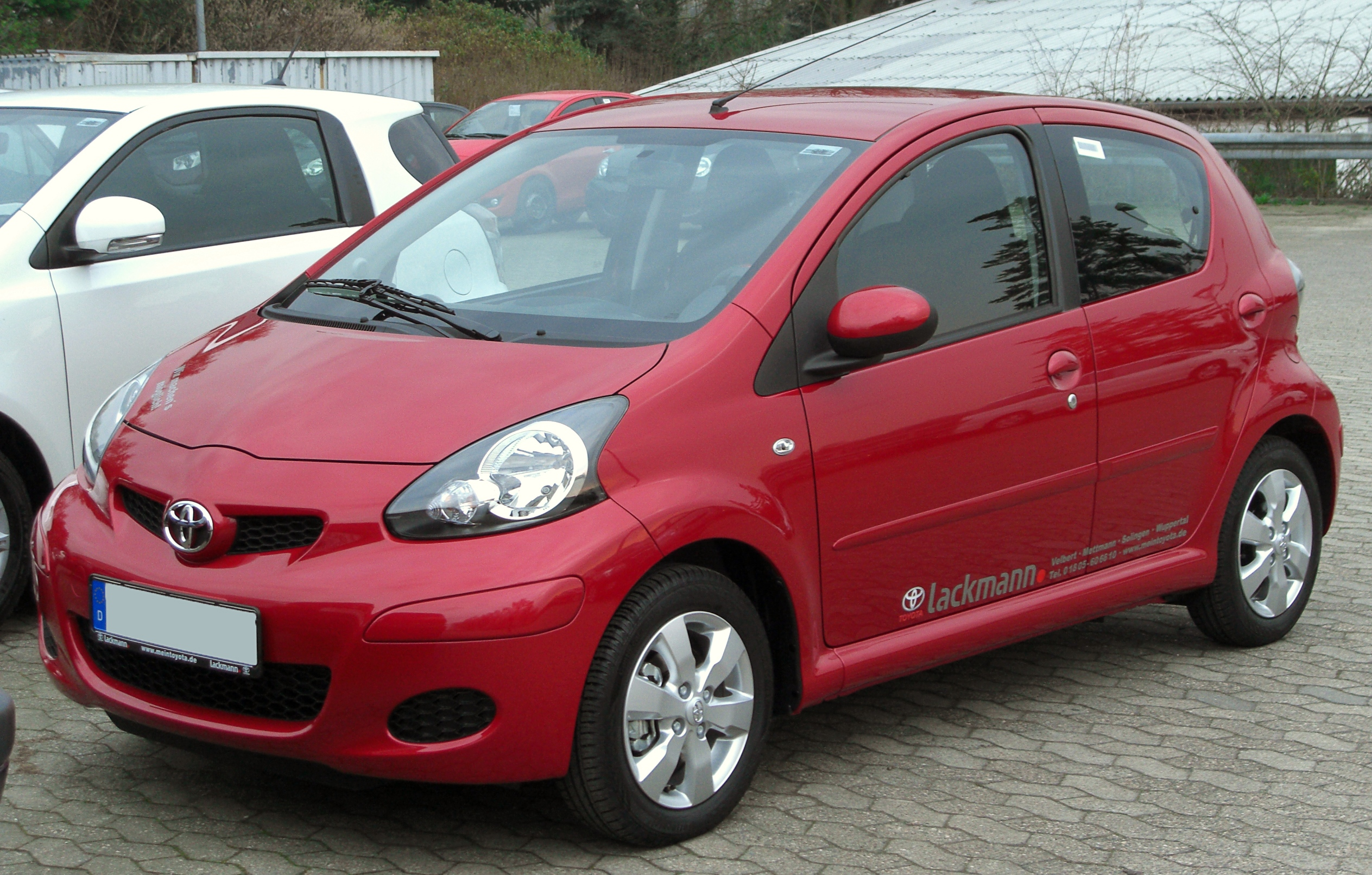
Toyota Aygo po I liftingu

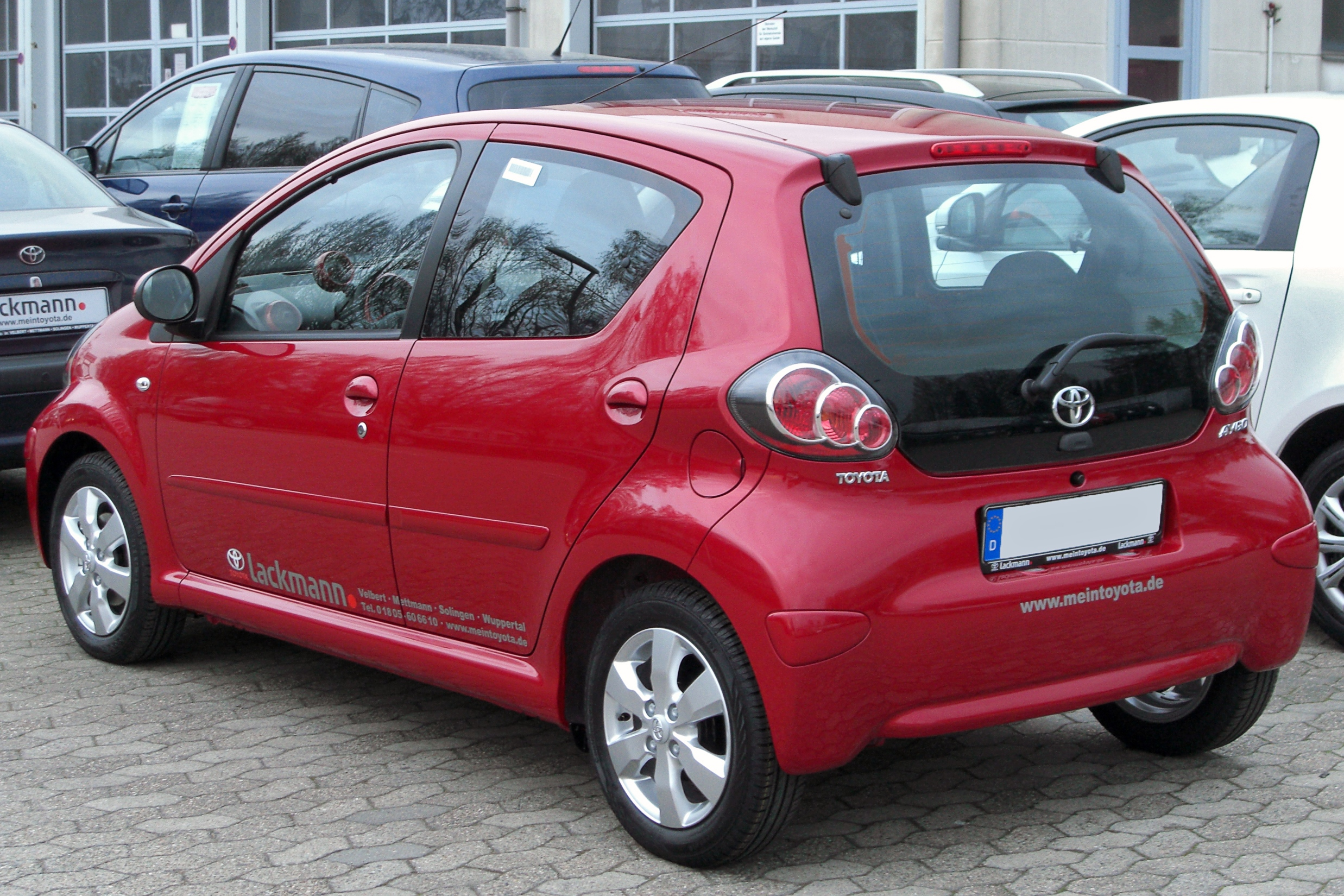
Tył Aygo po I liftingu

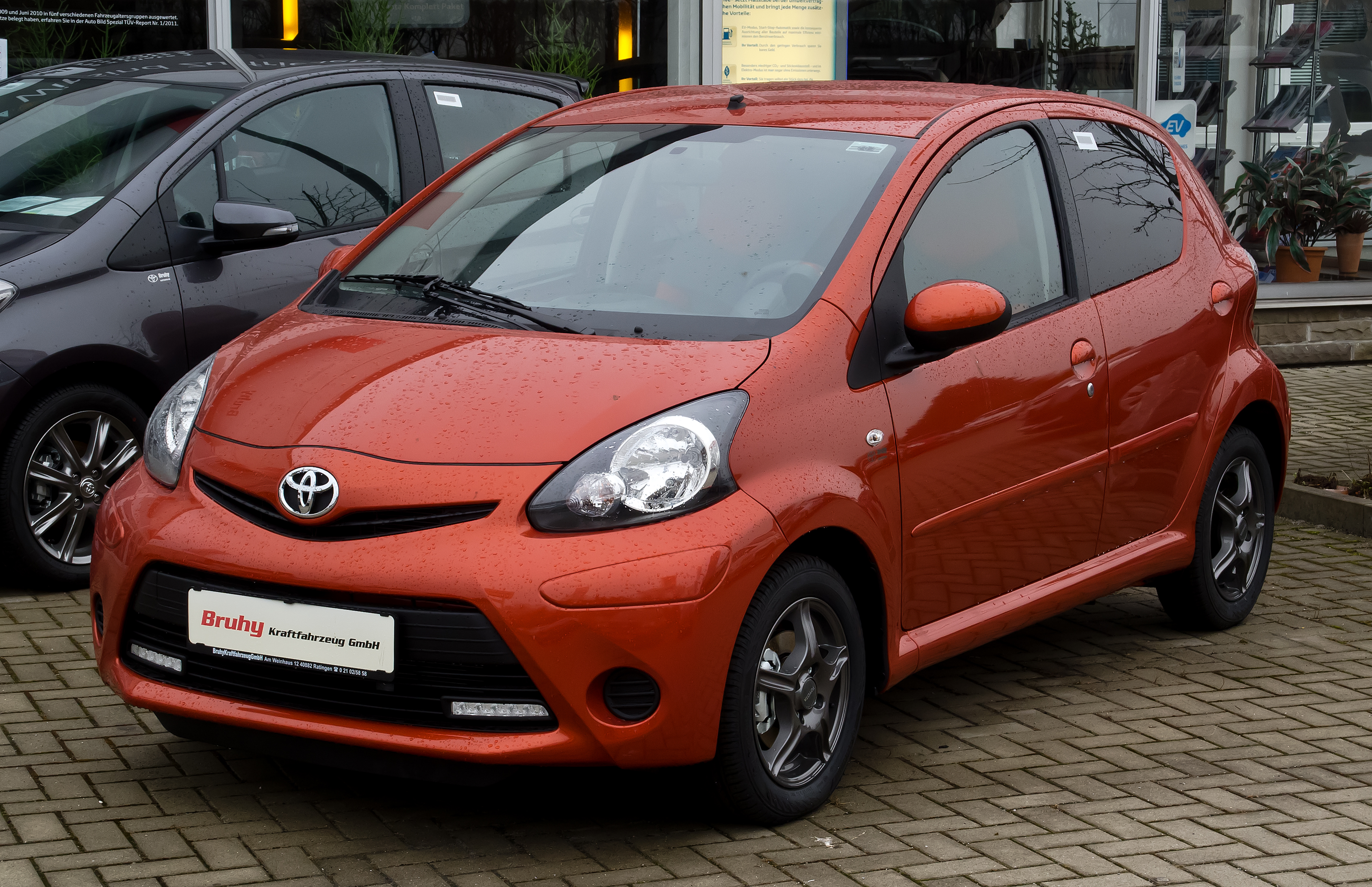
Toyota Aygo po II liftingu

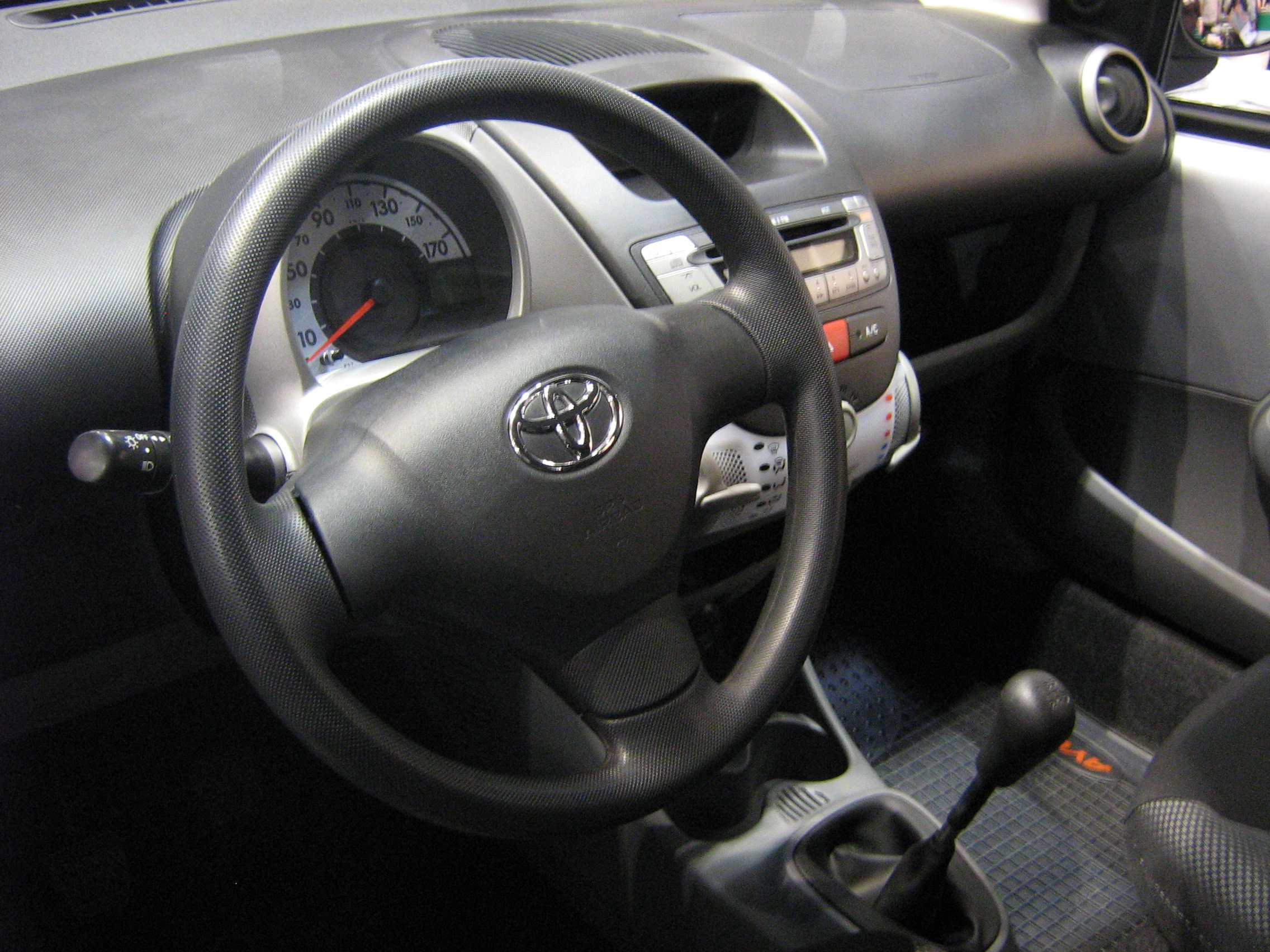
Wnętrze Aygo

W 2008 roku auto przeszło pierwszy face lifting. Zmieniono przedni zderzak oraz klosze tylnych lamp. W 2012 roku pojazd przeszedł drugą modernizację, podczas której zmieniono m.in. przód i tył, dodano światła do jazdy dziennej wykonane w technologii LED.

### Silniki
| Parametry                                   | Silnik                              | Silnik                                              |
| ------------------------------------------- | ----------------------------------- | --------------------------------------------------- |
| Nazwa                                       | 1.0                                 | 1.4 HDI                                             |
| Typ silnika                                 | benzyna (wtrysk wielopunktowy)      | silnik wysokoprężny z bezpośrednim wtryskiem paliwa |
| Pojemność silnika (cm³)                     | 998 cm³                             | 1398 cm³                                            |
| Moc (KM przy obr. na min.)                  | 68-70/6000 obr./min.                | 54/4000 obr./min.                                   |
| Moment obrotowy (Nm na min.[obr. /min])     | 93/3600 obr./min.                   | 130/1750 obr./min.                                  |
| Paliwo                                      | 95 (Super)                          | Olej napędowy                                       |
| Prędkość maksymalna (km/h)                  | 157 km/h                            | 154 km/h                                            |
| Przyspieszenie 0-100km/h (w sekundach)      | 14,2 s (aut. 14,9 s)                | 16,8 s                                              |
| Zużycie paliwa w mieście (l/100km)          | 5,5 l                               | 5,3 l                                               |
| Zużycie paliwa na trasie (l/100km)          | 4,1 l                               | 3,4 l                                               |
| Zużycie paliwa w trybie mieszanym (l/100km) | 4,6 l (od 2010 4,4 l) (z MMT 4,5 l) | 4,1 l                                               |
| Masa własna/całkowita                       | 790 kg/1180 kg                      | 890 kg/1230 kg                                      |

### Wersje wyposażeniowe
- Aygo
- Plus
- Sport
- Black
- Blue
- Platinum
- Ice
- Go!
- Easy
- Active
- Premium
- Chill

## Druga generacja
Toyota Aygo II została zaprezentowana w marcu 2014 roku podczas targów motoryzacyjnych w Genewie. 

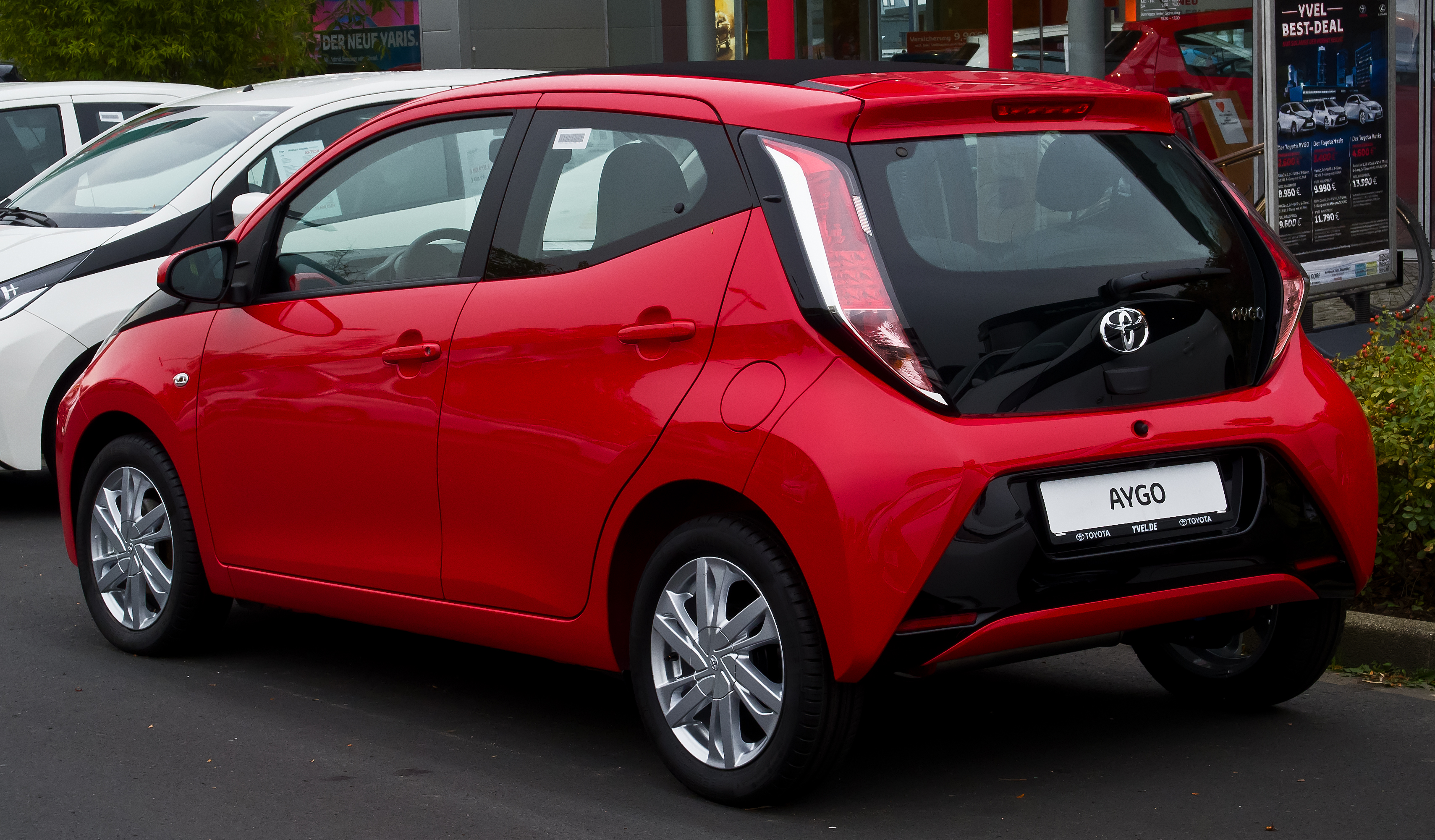
Toyota Aygo II - tył przed liftingiem

Pojazd otrzymał zaprojektowane od podstaw nadwozie w języku stylistycznym "J-Playful", inspirowanym "japońską kultura młodzieżową". Jego charakterystyczną cechą jest stylizowany na wzór litery X pas przedni, po którego obu stronach umieszczono dłużne reflektory. Z tyłu pojazdu umieszczono podłużne lampy.
We wnętrzu pojazdu umieszczono 7-calowy ekran dotykowy nazwany X-Touch w którym umieszczono modne kafelki znane z Windowsa 8 oraz wykorzystujący technologię MirrorLink, dzięki czemu wyświetlany może być na ekranie obraz ze smartfona; a także elektroniczny obrotomierz wyglądający jak miernik mocy sygnału starych wież audio.
W 2016 roku sprzedano w Polsce 2551 egzemplarzy Toyoty Aygo, dzięki czemu zajęła 47 lokatę wśród najchętniej wybieranych samochodach w kraju, natomiast w 2018 roku sprzedano 4308 egzemplarzy, dzięki czemu auto awansowało na 30 lokatę.

### Silniki
| Parametry                               | Silnik                    | Silnik            |
| --------------------------------------- | ------------------------- | ----------------- |
| Nazwa                                   | 1.0                       | 1.2               |
| Typ silnika                             | benzynowy / VVT-i         | benzynowy / VVT-i |
| Pojemność silnika (cm³)                 | 1.0 l                     | 1.2 l             |
| Moc (kW przy obr. na min.)              | 69 KM przy 6000 obr./min. | 82 KM             |
| Moment obrotowy (Nm na min.[obr. /min]) | 95 Nm przy 4300 obr./min. | b.d.              |
| Stopień sprężania                       | 11.5:1                    | b.d.              |
| Prędkość maksymalna                     | 160 km/h                  | b.d.              |
| 0-100 km/h                              | 14,2 s                    | b.d.              |
| Średnie spalanie (l benzyny/100 km)     | 4.2 l / 100 km            | b.d.              |

### Wersja wyposażeniowe

#### 2014
- x-play
- x-wave - wersja z elektrycznie otwieranym materiałowym dachem
- x-cite - edycja specjalna
- x-clusiv - edycja specjalna
- x-pure - edycja specjalna

Standardowe wyposażenie pojazdu obejmuje m.in. ABS z EBD, kurtynowe poduszki powietrzne, ISOFIX, halogenowe światła typu PES dające dłuższe i szersze oświetlenie drogi, światła do jazdy dziennej wykonane w technologii LED, system stabilizacji toru jazdy VSC, asystenta podjazdu na wzniesieniu HAC, system kontroli ciśnienia w oponach.
Opcjonalnie pojazd wyposażyć można m.in. w obite ekoskórą, klimatyzację automatyczną, system multimedialny z dotykowym ekranem z wejściami AUX i USB, system ostrzegania o awaryjnym hamowaniu, kamerę cofania, nawigację satelitarną i podgrzewane przednie fotele.

#### 2016
- X
- X-play
- X-cite - edycja specjalna w kolorze Lemon Yellow

#### 2017
- Selection

Toyota wprowadziła do wersji X-play 4 kompozycje kolorystyczne Toyota Selection:
- X-clusiv –  biały lakier z czerwonym dachem i czarnym znakiem X na przedzie, czerwone i czarne detale
- X-pressive – metalizowany lakier Blue Velvet z białymi elementami wykończenia
- X-treme – czarny lakier i czerwone detale
- X-travagant – pomarańczowy lakier, czarne felgi i czarny grill X[11]

### Facelifting 2018
W 2018 roku Toyota przeprowadziła facelifting modelu Aygo. Samochód zachował charakterystyczny przód, w który wpisano znak X, jednak teraz jest on bardziej wyrazisty. Auto ma przeprojektowane przednie i tylne reflektory(teraz w technologii LED), zmiany można również zauważyć w jego sylwetce. Przy okazji faceliftingu zmodernizowano również silnik 1.0 VVT-i, który teraz wytwarza moc 72 KM. Ulepszeniom poddano również układ kierowniczy i zawieszenie, poprawiono również wyciszenie wnętrza.

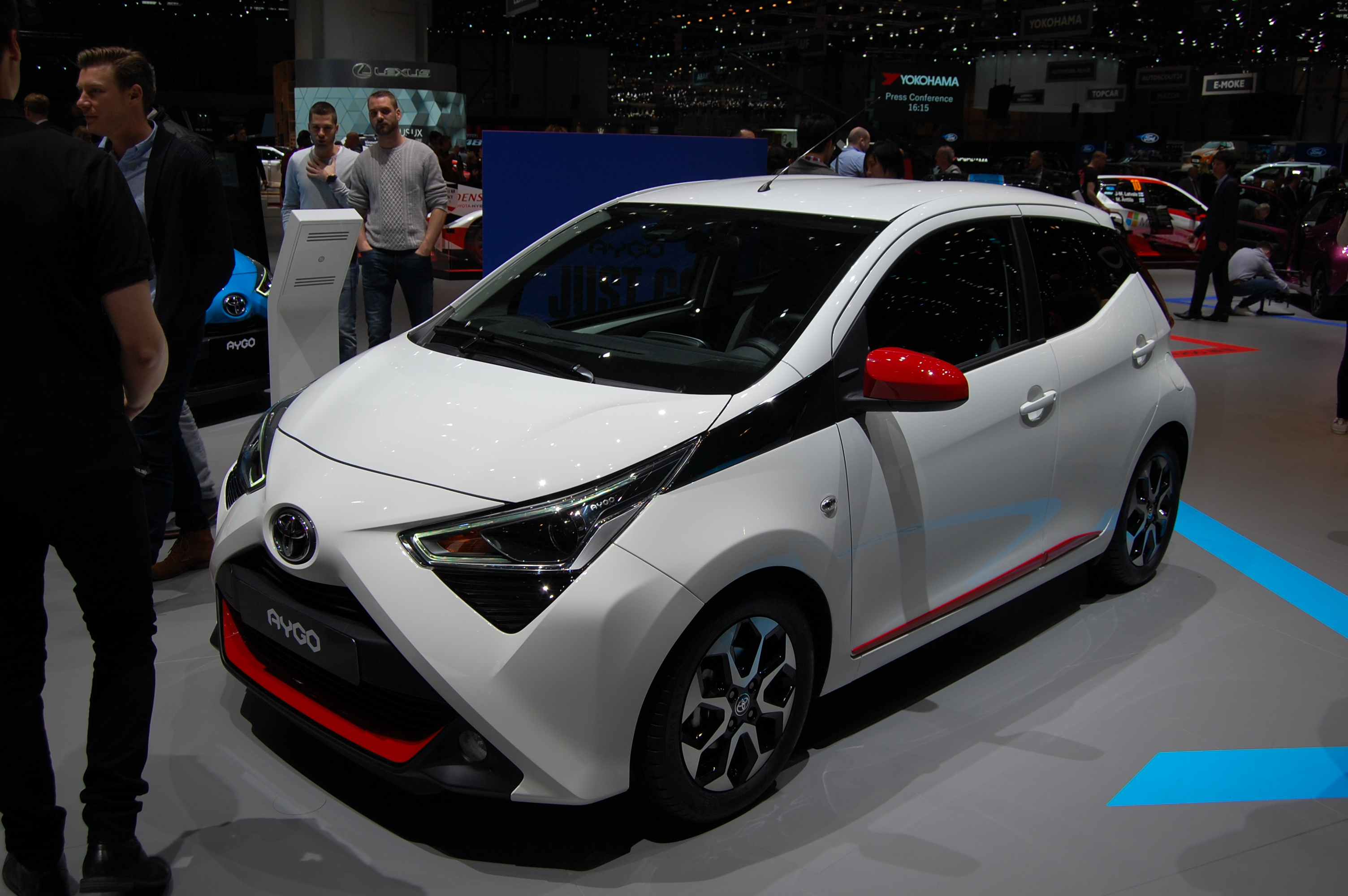
Toyota Aygo 2018 na Salonie Samochodowym w Genewie po liftingu

#### Wersje wyposażenia
- x
- x-play
- Selection
  - x-cite - dwukolorowe nadwozie
  - x-trend - czarne nadwozie z czarnym obramowaniem, kontrastujące z lusterkami bocznymi[13]

### Nagrody i popularność
- W latach 2015 i 2016 Toyota AYGO otrzymała nagrodę Fleet Awards w kategorii Najlepszy samochód flotowy dla pracownika - segment A[14][15]
- Aygo po faceliftingu z 2018 roku zajęło drugie miejsce w kategorii Miasto w plebiscycie MotoAs Interii[16]
- W 2018 roku Toyota Aygo była najpopularniejszym samochodem segmentu A w Polsce[17].

## Toyota Aygo X

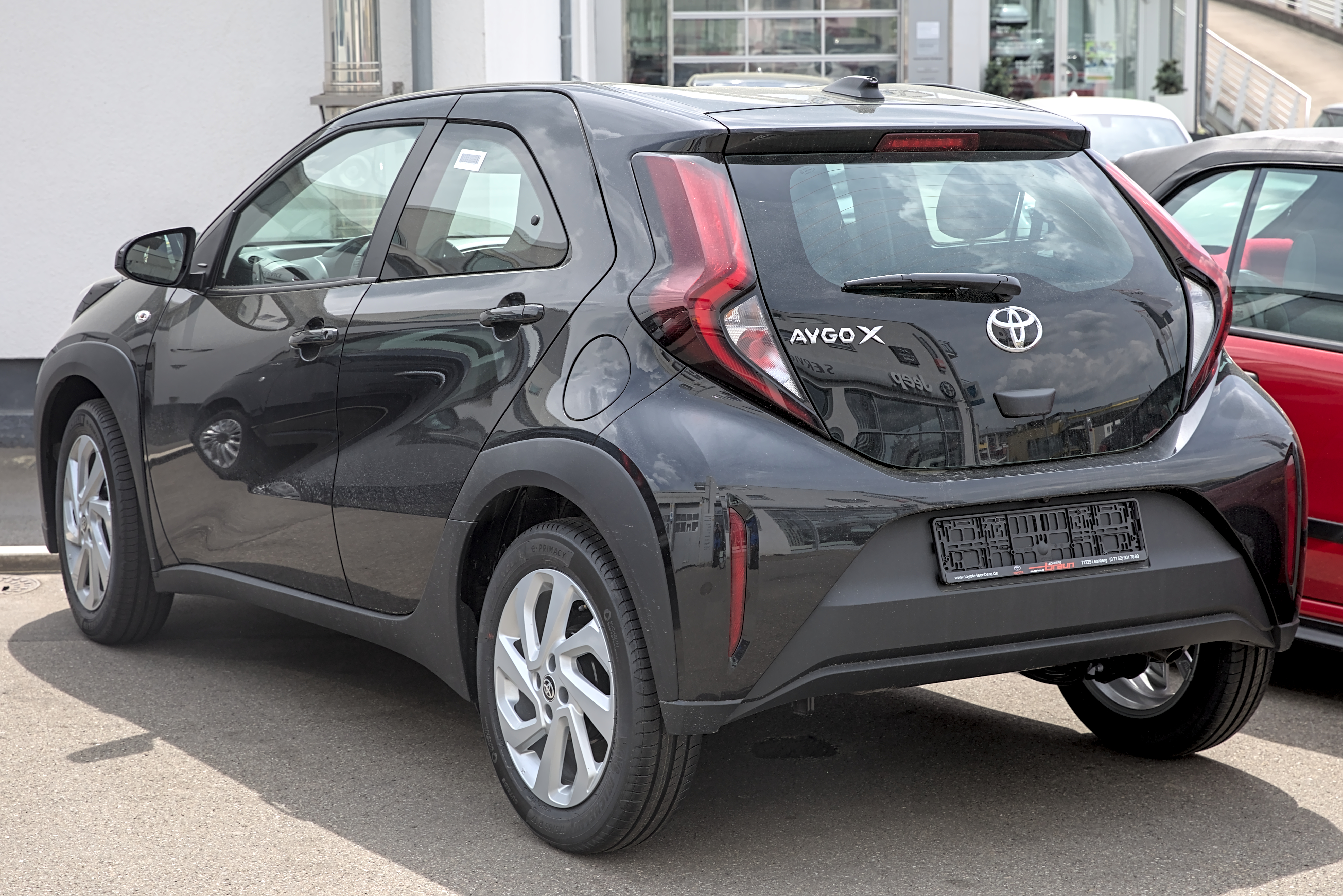
Toyota Aygo X - tył

Toyota Aygo X to samochód z segmentu A z nadwoziem crossover, następca Toyoty Aygo 2. generacji. Zbudowany na skróconej platformie GA-B z serii TNGA. Na tej samej platformie powstały także Yaris czwartej generacji i Yaris Cross. 

### Wersja koncepcyjna
AYGO X prologue to koncept crossovera segmentu A, z dwukolorowym nadwoziem z lakierem Sparkling Chilli Red. Koncept został zaprojektowany przez europejskie studio projektowe Toyoty ED2.

### Aygo X - wersja produkcyjna
Toyota potwierdziła jego wprowadzenie na rynek 5 października 2021 roku. Samochód został pokazany 5 listopada 2021 roku. Przyjmowanie rezerwacji w Polsce ruszyło w grudniu 2021 roku. Jest produkowany w fabryce Toyota Motor Manufacturing Czech Republic w Kolinie. Produkcja rozpoczęła się w kwietniu 2022 roku.
"X" w nazwie jest czytany jako "Cross" i oznacza crossovera, tak jak w przypadku Yarisa Cross i Corolli Cross. Jednocześnie nawiązuje do Aygo poprzedniej generacji, który miał znak "X" wpisany w stylistykę przodu. 
Aygo X otrzymał benzynowy silnik 1,0 l 1KR-B52  o mocy 72 KM, znany z Aygo 2. generacji. W standardzie jest 5-stopniowa skrzynia manualna.
W wyposażeniu Aygo X 2022 znalazły się nowe generacje elektronicznych systemów Toyoty: System multimedialny Toyota Smart Connect® z ekranem dotykowym 9 cali (w wyższych konfiguracjach), usługi łączności Toyota Connected Car (standard), Toyota Safety Sense generacji 2,5 (standard).
Wersje wyposażenia 2022: Active, Comfort, Style, Executive i ograniczona w czasie wersja  Aygo X Limited
Wersje wyposażenia 2023: Active, Comfort, Style, Executive, Selection
Do opcjonalnego wyposażenia należy Elektrycznie otwierany miękki dach.